# ᵊ
Cette page contient des caractères spéciaux ou non latins. S’ils s’affichent mal (▯, ?, etc.), consultez la page d’aide Unicode.
ᵊ, appelée schwa en exposant, schwa supérieur ou lettre modificative schwa, est un symbole phonétique utilisé dans l’alphabet phonétique ouralique ou certaines variantes non standard de l’alphabet phonétique international. Il est formé de la lettre ə mise en exposant.

## Utilisation
Dans certaines variantes de l’alphabet phonétique international non standard, le schwa en exposant est utilisé pour représenter des diphtongues. En 1968, Thomas Gay recommande d’utiliser le symbole en exposant pour la deuxième partie mineure des diphtongues.
Ken Lodge utilise le schwa en exposant pour distinguer différentes variantes de la consonne spirante latérale alvéolaire voisée [l] : la consonne avancée [l̟] devant des voyelles antérieures transcrite [lʲ], par exemple l’anglais let [lʲet], et la consonne rétractée [l̠] devant des voyelles postérieures transcrite [lᵊ], par exemple l’anglais love [lᵊʌv] ou look [lᵊʊk].

## Représentations informatiques
La lettre modificative schwa peut être représenté avec les caractères Unicode suivants (Extensions phonétiques) :
| formes       | représentations | chaînes de caractères | points de code | descriptions                        | note                            |
| ------------ | --------------- | --------------------- | -------------- | ----------------------------------- | ------------------------------- |
| modificative | ᵊ               | ᵊ                     | U+1D4A         | lettre modificative minuscule schwa | codé pour le symbole phonétique |